# Esther Sanz Selva
Esther Sanz Selva (València, 2 de juliol de 1985) és una política valenciana, membre de Podemos que exerceix com a diputada al Parlament Europeu des de 2023.

## Trajectòria
Va estudiar sociologia. Ha treballat com a treballadora social i amb persones sense sostre. Va ser activa en els moviments juvenils i estudiantils, i també va estar vinculada al moviment 15-M. Posteriorment, es va incorporar a Podem i el 2017 es va convertir en membre de la seva direcció. El 2019 va ser candidata a les Corts Valencianes i al Parlament Europeu dins la coalició d'esquerres Unides Podem. Va assumir el seu mandat com a diputada al Parlament Europeu per a la 9a legislatura el desembre de 2023, incorporant-se al Grup d'Esquerra.